# ویلبرن (آرکانزاس)
ویلبرن (به انگلیسی: Wilburn) یک منطقهٔ مسکونی در ایالات متحده آمریکا است که در شهرستان کلیبرن، آرکانزاس واقع شده‌است. ویلبرن ۱۲۸٫۹۳ متر بالاتر از سطح دریا واقع شده‌است.